# ایگور ساویتسکی
ایگور ساویتسکی (روسی: И́горь Вита́льевич Сави́цкий؛ ۴ اوت ۱۹۱۵ – ۲۷ ژوئیه ۱۹۸۴) نقاش، و باستان‌شناس اهل اتحاد جماهیر شوروی سوسیالیستی بود.